# El pregón (película)
El pregón es una película de comedia estrenada el 18 de marzo de 2016, protagonizada por Andreu Buenafuente y Berto Romero y dirigida por Dani de la Orden. La película fue rodada en el municipio gerundense de Santa Pau.

## Argumento
Los hermanos Osorio (Andreu Buenafuente y Berto Romero), un dúo musical que triunfó en los años 90, juraron no verse más las caras. Un día, por una buena cantidad de dinero, deciden hacer una excepción. Les invitan a dar el pregón en su pueblo natal. Sus intenciones son ir, ganar el dinero y salir del pueblo lo más pronto posible. Pero sus planes se ven truncados por hordas de fans y sus tradiciones ancestrales entre ellas una accidentada procesión y un lanzamiento de cabra.

## Reparto
| Actor/Actriz       | Personaje             |
| ------------------ | --------------------- |
| Andreu Buenafuente | Juan                  |
| Berto Romero       | Richi                 |
| Jorge Sanz         | Alcalde               |
| Belén Cuesta       | Silvia                |
| Goyo Jiménez       | Francisco             |
| Josep María Riera  | Alberto               |
| Llimoo             | Andrés                |
| Iván Luengo        | Marc                  |
| Àgata Roca         | Pilar                 |
| Octavi Pujades     | Luis                  |
| Cesc Casanovas     | Párroco               |
| Christian Esquivel | Don Lucho             |
| Eduard Gibert      | Músico 1              |
| Oriol Aubets       | Músico 2              |
| David Ramírez      | Conductor Autobús     |
| Josean Bengoetxea  | Dueño Casal           |
| José Lifante       | Padre Silvia          |
| Mercè Comes        | Madre Silvia          |
| Janfri Topera      | Dueño Restaurante     |
| Fernandisco        | Presentador           |
| Mariona Schilt     | Sobrina de Silvia     |
| Luca Onorato       | Luca                  |
| Jordi Costa        | Señor Piscina 1       |
| Quim Castella      | Señor Piscina 2       |
| Ana Viñas          | Novia Supergalactic 1 |
| Laura Vallinot     | Chica Piscina         |
| José María Teixell | Abogado               |
| Yeray Mata         | Niño Piscina          |
| Julie LeBlond      | Novia Supergalactic 2 |
| Rafel Vives        | Granjero              |
| Marc Mateu         | Técnico sonido        |
| Chenoa             | Chenoa                |
| Jéssica Ross       | Bailarina videoclip   |
| Jose Mellinas      | Chico en discoteca    |
| PlayCacao          | Extra                 |

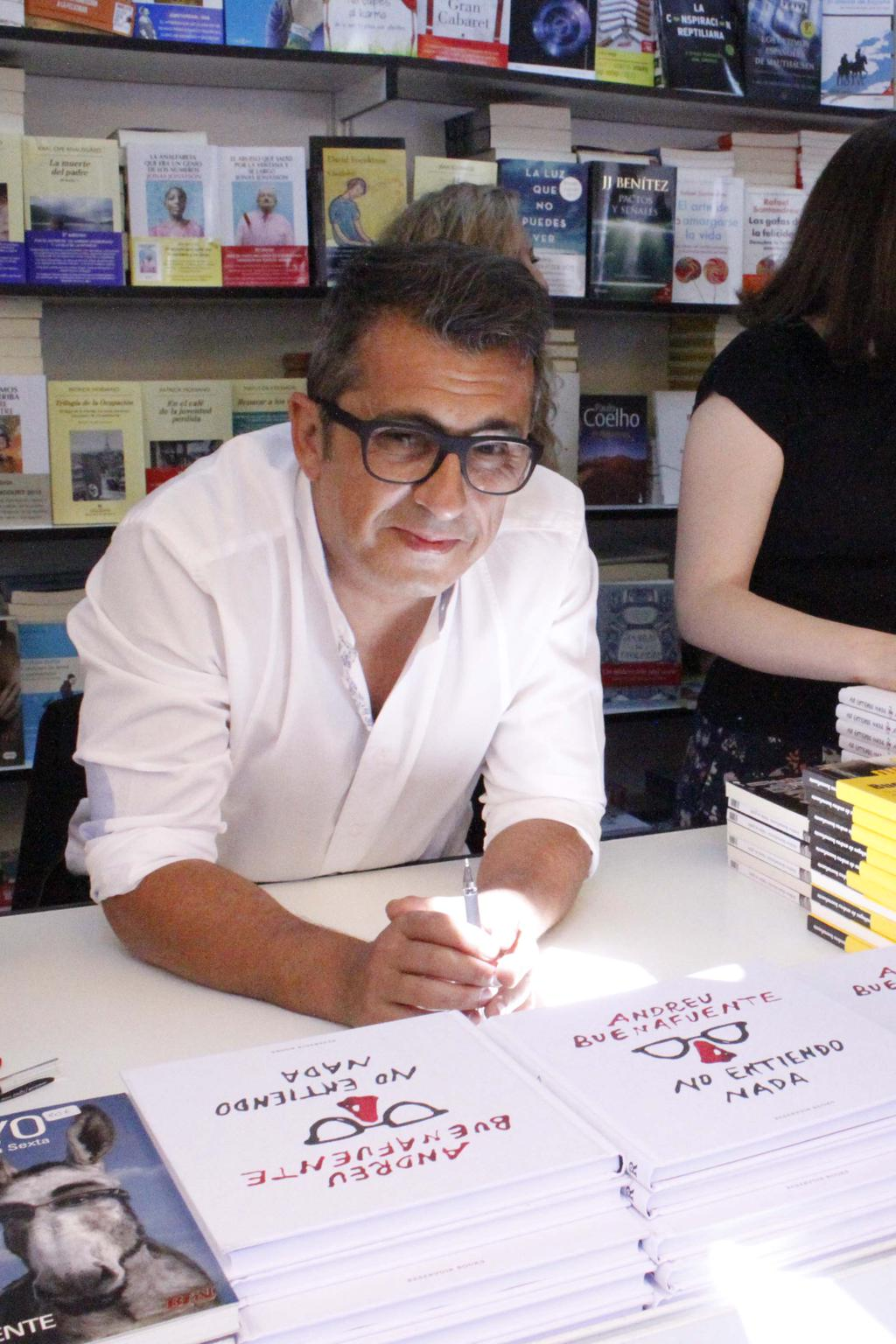
Andreu Buenafuente, intérprete de Juan.
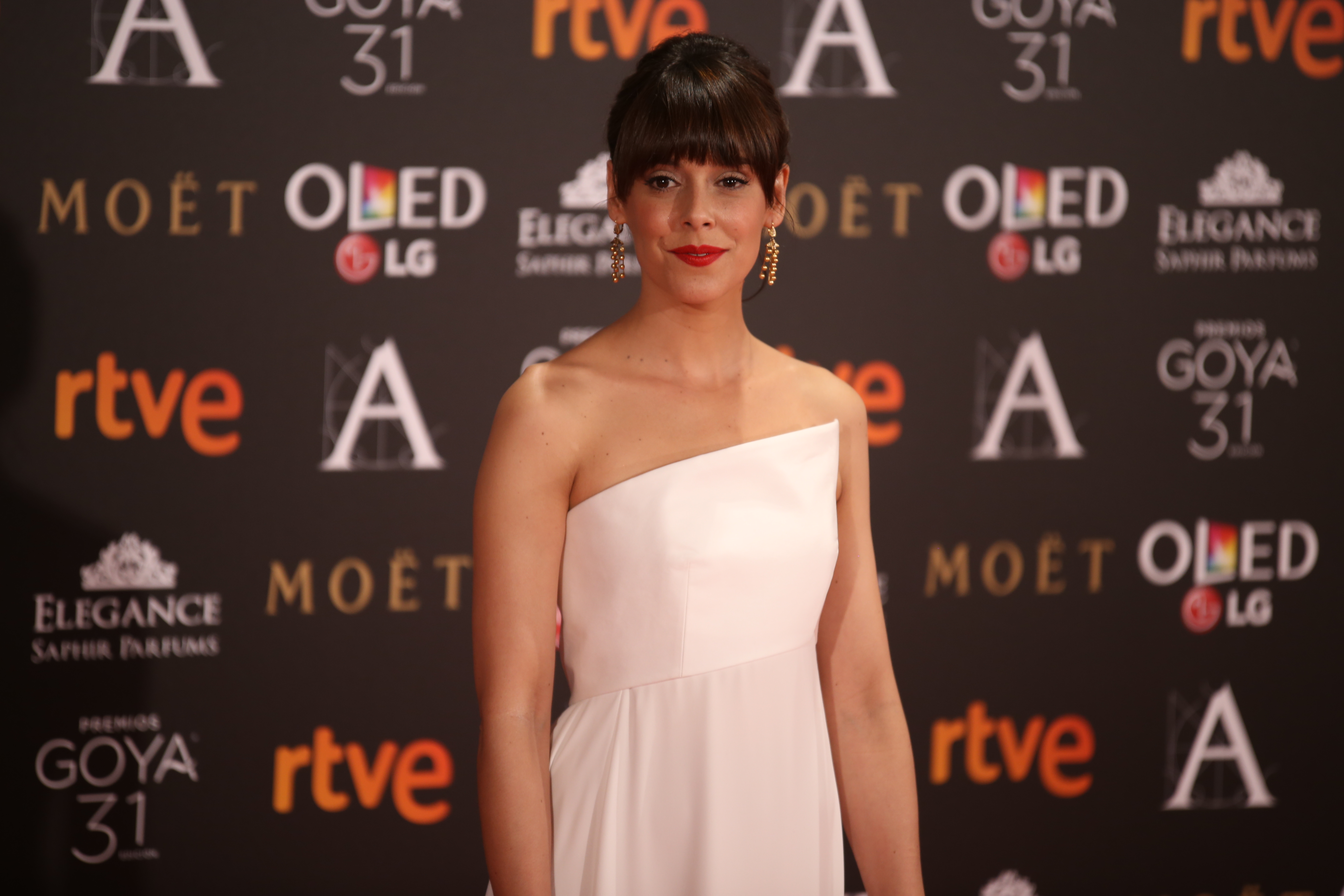
Belén Cuesta, intérprete de Silvia.

## Banda sonora
La banda sonora de la película corrió a cargo del grupo The Pinker Tones. Las canciones fueron cantadas en la película por Berto Romero y Andreu Buenafuente:
- Pool Party Time.
- Silvia, mujer especial.